# Liste der Nummer-eins-Hits in Südafrika (2023)
Diese Liste der Nummer-eins-Hits basiert auf den offiziellen Charts der RISA, der südafrikanischen Landesgruppe der IFPI, im Jahr 2023. Die Charts basieren vollständig auf Streaming. Zum Ende des vergangenen Jahres waren die Top 10 nicht mehr durchgängig veröffentlicht worden. 2023 fehlten auf der offiziellen Seite zwar auch einige Listen, aber die Angaben konnten durch die Veröffentlichungen in den sozialen Medien vervollständigt werden.

## Singles
| ← 2022 ← | Liste der Nummer-eins-Hits in Südafrika (Local & International Streaming) | Liste der Nummer-eins-Hits in Südafrika (Local & International Streaming)                  | Liste der Nummer-eins-Hits in Südafrika (Local & International Streaming)                                                                                                   | 2024 →                    |
| \| Zeitraum \| Wo. ges. \| Interpret \| Titel Autor(en) \| Zusätzliche Informationen \| \| (Zeitraum, Wochen auf Platz eins, Interpret, Titel, Autor[en], zusätzliche Informationen) \| \| \| \| \| \| ----------------------------------------------------------------------------------------- \| -------- \| ------------------------------------------------------------------------------------------ \| --------------------------------------------------------------------------------------------------------------------------------------------------------------------------- \| ------------------------- \| \| 1. Woche 1 Woche \| 1 \| K.O feat. Young Stunna & Blxckie \| Sete Ntokozo Mdluli, Sandile Fortune Msimango, Sihle Sithole, Tsholofelo Moremedi \| – \| \| 2. Woche 1 Woche \| 1 \| Big Nuz feat. DJ Yamza \| Ngeke Mandlenkosi Maphumulo, Mzingisi Tshomela, Yamkela Mbuzo \| – \| \| 3.–7. Woche 5 Wochen \| 5 \| Miley Cyrus \| Flowers Miley Ray Cyrus, Michael Ross Pollack, Gregory Aldae Hein \| – \| \| 8.–10. Woche 3 Wochen \| 3 \| Aka prod. Kddo \| Company Ayoola Oladapo Agboola, Kiernan Jarryd Forbes \| – \| \| 11.–12. Woche 2 Wochen \| 2 \| Rema \| Calm Down Divine Ikubor, Alexander Osamudiame Uwaifo, Michael Ovie Hunter \| – \| \| 13.–15. Woche 3 Wochen \| 3 \| Inkabi Zezwe feat. Sjava & Big Zulu \| Umbayimbayi Jabulani Sihle Makhubo, Siyabonga Sydney Nene, Dumsani Welcome Nkosi, Mfanafuthi Ruff Nkosi, Kananelo Lazarus Mkhwanazi, Vuyo Manyike, Xolani Lindani Shabalala \| – \| \| 16.–18. Woche 3 Wochen \| 3 \| Lady Amar feat. JL SA, Cici & Murumba Pitch \| Hamba juba Busisiwe Edith Thwala, Emmanuel Nanga Mathye, Thabang Innocent Mangolo, Jackson Lucky Motla, Nonhlanhla Phuti, Thando Duma \| – \| \| 19.–31. Woche 13 Wochen \| 13 \| Tyler ICU & Tumelo ZA feat. DJ Maphorisa, Nandipha808, Ceeka RSA & Tyron Dee \| Mnike Austin Kulani Baloyi, Tumelo Mokoena, Themba Sonnyboy Sekowe, Christopher Ejimeto, Sipho Nicolas Nkabinde, Xolani Ledwaba \| – \| \| 32.–36. Woche 5 Wochen \| 5 \| DJ Stokie feat. Zee_nhle, Omit St & Sobzeen \| Awukhuzeki Eugene Ntsako Hlahlan, Pumla Zinhle Zwane, Setokie Mac Mbatha, Sonwabo Zakhele Mbuyisa \| – \| \| 37.–39. Woche 3 Wochen \| 3 \| Mellow & Sleazy, SjavasDaDeejay & TitoM feat. Tman Xpress \| Imnandi lento Tsiliso Tokoloho Molokoli \| – \| \| 40.–51. Woche 12 Wochen \| 12 \| Dlala Thukzin feat. Zaba & Sykes \| iPlan Ayabonga Zuma, Thuthuka Zindlovu, Wonder Zama Mngwengwe \| – \| \| 52. Woche 2023 – 9. Woche 2024 10 Wochen \| 10 \| Mthunzi & Kabza De Small feat. Young Stunna, DJ Maphorisa, Sizwe Alakine & Umthakathi Kush \| Imithandazo Njabulo Mthunzi Ndimande, Petrus Kabelo Motha, Sandile Fortune Msimango, Themba Sonnyboy Sekowe, Sizwe Kevin Moeketsi, Tshepo Michael Makhubela \| – \| |                                                                           |                                                                                            | |                           |
| ← 2022 |                                                                           |                                                                                            | | → 2024 →                  |
| Zeitraum | Wo. ges.                                                                  | Interpret                                                                                  | Titel Autor(en) | Zusätzliche Informationen |
| (Zeitraum, Wochen auf Platz eins, Interpret, Titel, Autor[en], zusätzliche Informationen) |                                                                           |                                                                                            | |                           |
| 1. Woche 1 Woche | 1                                                                         | K.O feat. Young Stunna & Blxckie                                                           | Sete Ntokozo Mdluli, Sandile Fortune Msimango, Sihle Sithole, Tsholofelo Moremedi                                                                                           | –                         |
| 2. Woche 1 Woche | 1                                                                         | Big Nuz feat. DJ Yamza                                                                     | Ngeke Mandlenkosi Maphumulo, Mzingisi Tshomela, Yamkela Mbuzo | –                         |
| 3.–7. Woche 5 Wochen | 5                                                                         | Miley Cyrus                                                                                | Flowers Miley Ray Cyrus, Michael Ross Pollack, Gregory Aldae Hein | –                         |
| 8.–10. Woche 3 Wochen | 3                                                                         | Aka prod. Kddo                                                                             | Company Ayoola Oladapo Agboola, Kiernan Jarryd Forbes | –                         |
| 11.–12. Woche 2 Wochen | 2                                                                         | Rema                                                                                       | Calm Down Divine Ikubor, Alexander Osamudiame Uwaifo, Michael Ovie Hunter                                                                                                   | –                         |
| 13.–15. Woche 3 Wochen | 3                                                                         | Inkabi Zezwe feat. Sjava & Big Zulu                                                        | Umbayimbayi Jabulani Sihle Makhubo, Siyabonga Sydney Nene, Dumsani Welcome Nkosi, Mfanafuthi Ruff Nkosi, Kananelo Lazarus Mkhwanazi, Vuyo Manyike, Xolani Lindani Shabalala | –                         |
| 16.–18. Woche 3 Wochen | 3                                                                         | Lady Amar feat. JL SA, Cici & Murumba Pitch                                                | Hamba juba Busisiwe Edith Thwala, Emmanuel Nanga Mathye, Thabang Innocent Mangolo, Jackson Lucky Motla, Nonhlanhla Phuti, Thando Duma                                       | –                         |
| 19.–31. Woche 13 Wochen | 13                                                                        | Tyler ICU & Tumelo ZA feat. DJ Maphorisa, Nandipha808, Ceeka RSA & Tyron Dee               | Mnike Austin Kulani Baloyi, Tumelo Mokoena, Themba Sonnyboy Sekowe, Christopher Ejimeto, Sipho Nicolas Nkabinde, Xolani Ledwaba                                             | –                         |
| 32.–36. Woche 5 Wochen | 5                                                                         | DJ Stokie feat. Zee_nhle, Omit St & Sobzeen                                                | Awukhuzeki Eugene Ntsako Hlahlan, Pumla Zinhle Zwane, Setokie Mac Mbatha, Sonwabo Zakhele Mbuyisa                                                                           | –                         |
| 37.–39. Woche 3 Wochen | 3                                                                         | Mellow & Sleazy, SjavasDaDeejay & TitoM feat. Tman Xpress                                  | Imnandi lento Tsiliso Tokoloho Molokoli | –                         |
| 40.–51. Woche 12 Wochen | 12                                                                        | Dlala Thukzin feat. Zaba & Sykes                                                           | iPlan Ayabonga Zuma, Thuthuka Zindlovu, Wonder Zama Mngwengwe | –                         |
| 52. Woche 2023 – 9. Woche 2024 10 Wochen | 10                                                                        | Mthunzi & Kabza De Small feat. Young Stunna, DJ Maphorisa, Sizwe Alakine & Umthakathi Kush | Imithandazo Njabulo Mthunzi Ndimande, Petrus Kabelo Motha, Sandile Fortune Msimango, Themba Sonnyboy Sekowe, Sizwe Kevin Moeketsi, Tshepo Michael Makhubela                 | –                         |